# Karşıyaka Spor Kulübü 2014-2015
Questa voce raccoglie le informazioni riguardanti il Karşıyaka Spor Kulübü nelle competizioni ufficiali della stagione 2014-2015.

## Stagione
La stagione 2014-2015 del Karşıyaka Spor Kulübü è la 43ª nel massimo campionato turco di pallacanestro, la Türkiye 1. Basketbol Ligi.

## Roster
Aggiornato al 21 giugno 2021.
| Pınar Karşıyaka 2014-15 | Pınar Karşıyaka 2014-15 |
| Giocatori               | Staff tecnico           |
| ----------------------- | ----------------------- |

| N. | Naz.                   | Ruolo | Nome             | Anno | Alt.   | Peso   |  |
| -- | ---------------------- | ----- | ---------------- | ---- | ------ | ------ |  |
| 2  | Turchia (bandiera)     | C     | Mutlu Demir      | 1987 | 210 cm | 95 kg  |  |
| 3  | Colombia (bandiera)    | C     | Juan Palacios    | 1985 | 203 cm | 111 kg |  |
| 5  | Turchia (bandiera)     | AG    | Barış Hersek     | 1988 | 208 cm | 104 kg |  |
| 8  | Stati Uniti (bandiera) | G     | D.J. Strawberry  | 1985 | 196 cm | 94 kg  |  |
| 9  | Turchia (bandiera)     | C     | Egemen Güven     | 1996 | 213 cm | 100 kg |  |
| 12 | Turchia (bandiera)     | AP    | İnanç Koç        | 1979 | 201 cm | 100 kg |  |
| 13 | Stati Uniti (bandiera) | P     | Bobby Dixon      | 1983 | 178 cm | 73 kg  |  |
| 14 | Turchia (bandiera)     | AP    | Erkan Veyseloğlu | 1983 | 200 cm | 93 kg  |  |
| 15 | Turchia (bandiera)     | AG    | Mertcan Solkol   | 1996 | 202 cm |        |  |
| 19 | Turchia (bandiera)     | P     | Yunus Sonsırma   | 1992 | 192 cm | 86 kg  |  |
| 22 | Stati Uniti (bandiera) | AG    | Kenny Gabriel    | 1989 | 206 cm | 99 kg  |  |
| 24 | Turchia (bandiera)     | AP    | Ceyhun Altay     | 1986 | 193 cm | 87 kg  |  |
| 28 | Turchia (bandiera)     | C     | Cemal Nalga      | 1987 | 208 cm | 112 kg |  |
| 32 | Stati Uniti (bandiera) | AP    | Jon Diebler      | 1988 | 198 cm | 93 kg  |  |
| 34 | Turchia (bandiera)     | P     | Soner Şentürk    | 1986 | 192 cm | 80 kg  |  |

| Allenatore                                                            |
| - Ufuk Sarıca                                                         |
| Assistente/i                                                          |
| - Nessuno Legenda - (C) Capitano - (IN) Inattivo - Infortunato Roster |

## Mercato

### Sessione estiva
| Acquisti | Acquisti        | Acquisti         | Acquisti   | Acquisti |
| R.a      | Nome            | da               | Modalità   |          |
| -------- | --------------- | ---------------- | ---------- | -------- |
| G        | D.J. Strawberry | Piratas de Queb. | definitivo |          |
| C        | Juan Palacios   | Lietuvos rytas   | definitivo |          |
| AG       | Kenny Gabriel   | Hapoel Tel Aviv  | svincolato |          |
| AP       | Ceyhun Altay    | Aliağa Petkim    | svincolato |          |

| Cessioni | Cessioni        | Cessioni      | Cessioni       | Cessioni |
| R.       | Nome            | a             | Modalità       |          |
| -------- | --------------- | ------------- | -------------- | -------- |
| AG       | Jawad Williams  | Gaziantep BŞB | fine contratto |          |
| C        | Esteban Batista | Panathīnaïkos | fine contratto |          |
| PG       | Can Altıntığ    | Fenerbahçe    | fine contratto |          |
| AG       | Mert Celep      | İTÜ Istanbul  | prestito       |          |
| G        | Onur Kentli     |               | fine contratto |          |

### Dopo l'inizio della stagione
| Acquisti | Acquisti         | Acquisti        | Acquisti         | Acquisti   |
| R.       | Nome             | da              | Data             | Modalità   |
| -------- | ---------------- | --------------- | ---------------- | ---------- |
| C        | Cemal Nalga      | Türk Telekom    | 25 dicembre 2014 | definitivo |
| AP       | Erkan Veyseloğlu | Bandırma Banvit | 6 gennaio 2015   | definitivo |

| Cessioni | Cessioni    | Cessioni     | Cessioni       | Cessioni    |
| R.       | Nome        | a            | Data           | Modalità    |
| -------- | ----------- | ------------ | -------------- | ----------- |
| C        | Mutlu Demir | Yesilgiresun | 9 gennaio 2015 | rescissione |